# Liste der Kreisstraßen in Magdeburg
Die Liste der Kreisstraßen in Magdeburg ist eine Auflistung der Kreisstraßen in der kreisfreien Stadt Magdeburg, Sachsen-Anhalt. Die Gesamtlänge aller Kreisstraßen betrug am 1. Januar 2012 insgesamt 39 km.

## Abkürzungen
- K: Kreisstraße
- L: Landesstraße

## Liste
Die Kreisstraßen werden landesweit durchnummeriert und behalten die ihnen zugewiesene Nummer bei einem Wechsel in einen anderen Landkreis oder in eine kreisfreie Stadt innerhalb von Sachsen-Anhalt. Nicht vorhandene bzw. nicht nachgewiesene Kreisstraßen werden in Kursivdruck gekennzeichnet, ebenso Straßen und Straßenabschnitte, die unabhängig vom Grund (Herabstufung zu einer Gemeindestraße oder Höherstufung) keine Kreisstraßen mehr sind.
| Nr.    | Verlauf |
| ------ | --- |
| K 1169 | (K 1169 im Landkreis Börde) – Stadtgrenze – An den Barroseen – Oebisfelder Straße – Badeteichstraße – Turmstraße – Hohenwarther Straße – K 1170 |
| K 1170 | (K 1170 im Landkreis Börde) – Stadtgrenze – Ginderberger Weg – – August-Bebel-Damm – K 1169 – August-Bebel-Damm – Pettenkoferstraße – Schöppersteg – Kastanienstraße – Hundisburger Straße –                                                                                |
| K 1223 | (K 1223 im Landkreis Börde) – Stadtgrenze – Hohendodeleber Chaussee – K 1224 – Hohendodeleber Chaussee – Niendorfer Straße – Halberstädter Chaussee – L 50 |
| K 1224 | K 1223 – Thauberg – L 50 – Osterweddinger Chaussee (– Abzweig zur L 50 über die Halberstädter Chaussee) – Osterweddinger Chaussee – – Osterweddinger Chaussee – Stadtgrenze – (K 1224 im Landkreis Börde)                                                                   |
| K 1226 | (K 1226 im Landkreis Börde) – Stadtgrenze – Kreisstraße – Sohlener Hauptstraße – Sohlener Straße – L 51 |
| K 1227 | – Berliner Chaussee – Brückstraße – Cracauer Straße – Genthiner Straße – Pfeifferstraße – Pechauer Straße – Pechauer Platz – Alt Prester – Menzer Straße – Luisenthaler Straße – Calenberger Straße – K 1297 – Calenberger Straße – Stadtgrenze – (K 1227 im Salzlandkreis) |
| K 1297 | K 1227 – An der Elbaue – An der Schloßmauer |